# Hermina Walch-Kaminski
Hermina Walch-Kaminski (Bucarest, 5 ottobre 1864 – Bucarest, 19 maggio 1946) è stata una medica rumena, la prima donna ad ottenere due lauree e la prima ad ottenere un dottorato in medicina in Romania.

## Biografia
Figlia di un rifugiato politico austriaco, frequentò i corsi del Collegio Nazionale "Sfântul Sava" e del Mihai Viteazul a Bucarest diplomandosi nel 1883. Seguì in parallelo la Facoltà di Scienze (si laureò nel 1886) e Medicina a Bucarest (laurea nel 1887), essendo anche il primo neolaureato di due facoltà. Nel 1890 ottenne il dottorato con la tesi "Studio sullo stato igienico delle scuole pubbliche a Bucarest".
Nel 1887 fu la seconda donna ad esercitare la professione di medico in Romania, dopo Maria Cuţarida-Crătunescu lavorando dapprima come medico alla Fabbrica di Tabacchi e partite (1897), poi come ispettrice sanitaria presso la Scuola Secondaria delle Ragazze a Bucarest. Diresse la Scuola infermieristica di Stato (fondata nel 1913 all'interno dell'Ospedale Colentina a Bucarest). Durante la prima guerra mondiale, svolse attività di medico, a capo dell'ospedale militare nr. 116 con il grado di maggiore.
Nel 1907 partecipò alla Congresul internazionale di igiene e demografie di Berlin (1907), fu una dei membri fondatori della Società per la profilassi della tubercolosi e componente del consilio direttivo della Croce Rossa.

## Organizzazioni
- Il Congresso internazionale di igiene e demografia a Berlino;
- Membro fondatore della "Società per la prevenzione della tubercolosi";
- Componente del consiglio direttivo della Croce Rossa.

## Libri scientifici
Nel corso della sua carriera, ha scritto libri di testo scolastici, libri sull'igiene, alimentazione razionale, lotta al sovraffollamento nelle scuole, manuali di primo soccorso e così via. 
- Rolul femeii în higiena casnică (1900)
- Influenţa mobilierului şcolar asupra deviaţiunilor coloanei vertebrale (1908)
- Miopia în şcoalele secundare de fete (1909)
- Mijloacele educati (1909).